# Valea Cheii
Valea Cheii – wieś w Rumunii, w okręgu Vâlcea, w gminie Păușești-Măglași. W 2011 roku liczyła 1110 mieszkańców.